# レスタウラドーレス広場
レスタウラドーレス広場(Praça dos Restauradores）は、ポルトガル・リスボンにある広場。バイシャ・ポンバリーナ地区にあり、リベルダーデ大通りの南の終点でありロシオ広場に隣接している。広場の中央に、同君連合を組んでいたスペインからの独立（ポルトガル王政復古戦争）を記念した、高さ約30mのオベリスクが立っている。
レスタウラドーレス（Restauradores）とは、「復興者」の意味。

## 広場周辺
ロシオ広場と並ぶ、リスボンの中心的な広場である。観光案内所があり、CPロシオ駅に近く、メトロ青線、ケーブルカー乗り場、路線バス、空港行きバス乗り場があり市内中心部の交通の要衝である。

フォス宮をはじめ、19世紀から20世紀初めの建物に囲まれている。